# Losheng-Sanatorium

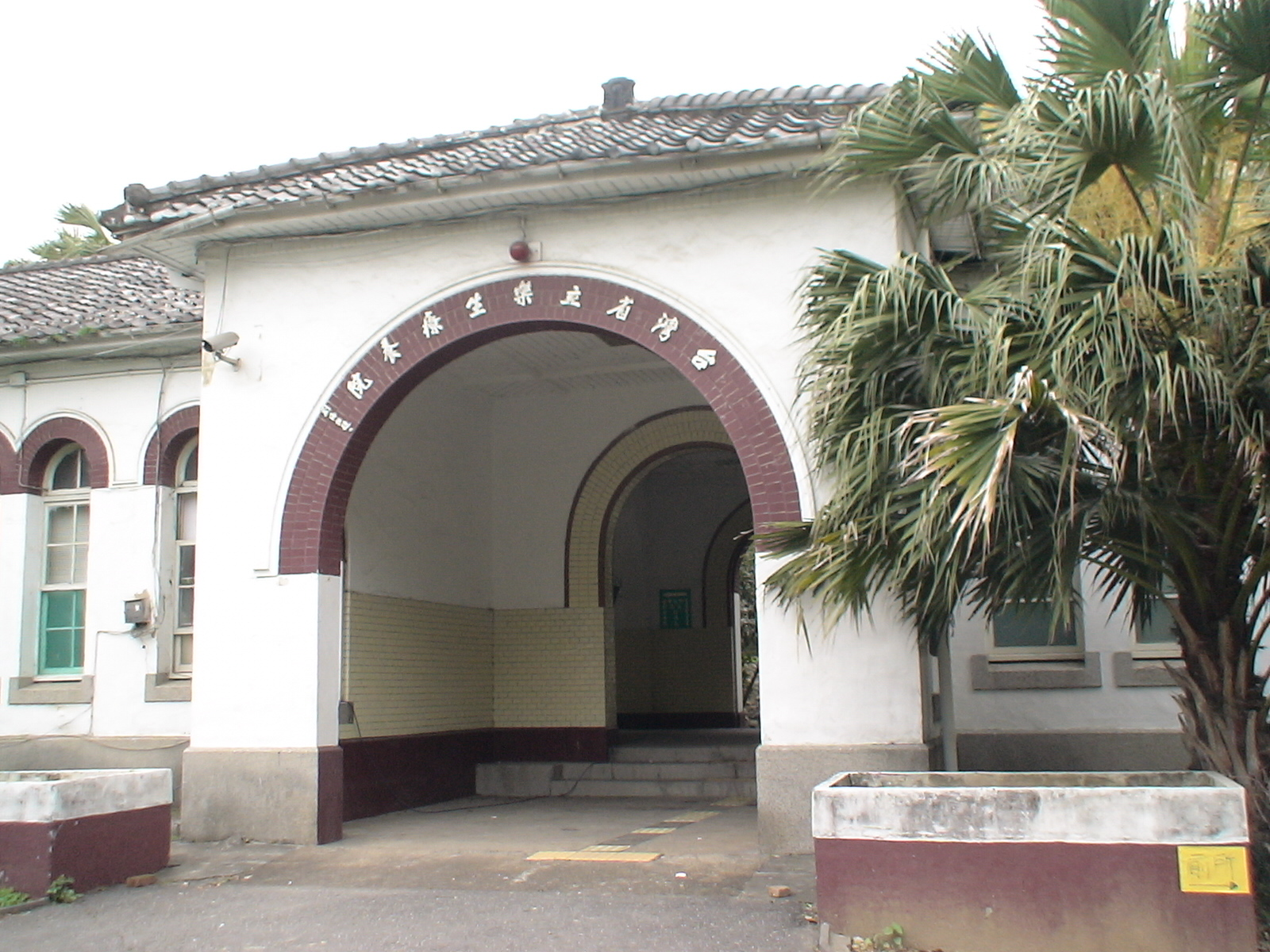
Losheng-Sanatorium in Taiwan

Das Losheng-Sanatorium (chinesisch 樂生療養院, Pinyin Lèshēng Liáoyǎngyuàn) ist ein ehemaliges Krankenhaus für Leprakranke in Taiwan. Der Gebäudekomplex befindet sich im Bezirk Xinzhuang der Stadt Neu-Taipeh. Der Name Losheng (樂生) bedeutet „glückliches Leben“.
Das Krankenhaus wurde in den 1930er Jahren in der Zeit der japanischen Herrschaft über Taiwan zur Isolierung und ärztlichen Behandlung von Leprakranken eingerichtet. Es war das erste öffentliche Sanatorium für Leprakranke (und erste Leprakrankenhaus überhaupt) in Taiwan. Von 1934 bis zum Abzug der Japaner 1945 wurden Leprakranke dort zwangsweise in Quarantäne interniert.
Im Zuge des Ausbaus des Metro-Netzes von Taipeh (MRT) planten die Behörden im Jahre 2001 das Sanatorium abzureißen, um Platz für ein U-Bahn-Depot zu schaffen. Nach heftigen Protesten von Studenten, Stadtplanern, Nichtregierungsorganisation sowie der Vereinten Nationen wurde 2009 das Gelände des Sanatoriums als Kulturlandschaft unter Schutz gestellt und so der Abriss verhindert.